# Morinjski zaljev
Morinjski zaljev este o arie protejată (sit de importanță comunitară — SCI) din Croația întinsă pe o suprafață de 204,12 ha, integral marine.

## Localizare
Centrul sitului Morinjski zaljev este situat la coordonatele 43°40′56″N 15°56′47″E / 43.682123°N 15.946282°E.

## Înființare
Situl Morinjski zaljev a fost declarat sit de importanță comunitară în iulie 2013 pentru a proteja un număr necunoscut de specii din flora spontană și fauna sălbatică aflate în arealul zonei.

## Biodiversitate
Situată în ecoregiunea marină mediteraneană, aria protejată conține 1 habitat natural: Lagune de coastă.
La baza desemnării sitului se află un număr nedeclarat de specii protejate.